# Rotten Ralph
Rotten Ralph (en español: Rojo Ralph) es un cuento en inglés para niños sobre un travieso gato rojo al que le gusta gastar bromas a su familia. Fue escrito por el estadounidense Jack Gantos y publicado en 1976 con ilustraciones de Nicole Rubel. Tooncan Productions lo convirtió en una serie de dibujos animados en el año 1999, serie que fue transmitida por Nickelodeon entre los años 2000 y 2003.